# Kratochvilia
Kratochvilia is een monotypisch geslacht van spinnen uit de  familie van de Spinneneters (Mimetidae).

## Soort
- Kratochvilia pulvinata Simon, 1907